# Interprétation des rêves chez les Amérindiens
Pour les articles homonymes, voir Interprétation des rêves (homonymie).
Pour un article plus général, voir Interprétation des rêves.
 (décembre 2012).
 (juin 2024).
L'interprétation des rêves chez les Amérindiens consiste à des tentatives d'attribution de sens aux rêves chez les peuples autochtones d'Amérique, c.-à-d. les peuples originels des Amériques, aussi appelés les membres des Premières Nations.
Dans certaines croyances autochtones, les rêves seraient l’intermédiaire pour communiquer entre l’homme et le Grand Esprit. Pour mieux se souvenir des rêves faits durant la nuit, les autochtones fabriquent des « capteurs de rêves ». Les animaux peuvent avoir une signification dans les rêves, ce qui aide à saisir le sens des images vues durant la nuit.

## Historique
Dans les cultures autochtones du Canada (Hurons, Ojibwés, Crees et Dénés, notamment) les peuples des Premières nations prêtent beaucoup attention à la spiritualité, dont les rêves qu’ils font depuis des milliers d’années. Ces pratiques sont notamment relatées dans les correspondances des missionnaires jésuites en Nouvelle France connus sous le nom de Relations des Jésuites (dès 1616, puis de 1632 à 1672)[réf. souhaitée]. 

## Description

### Rôle des rêves

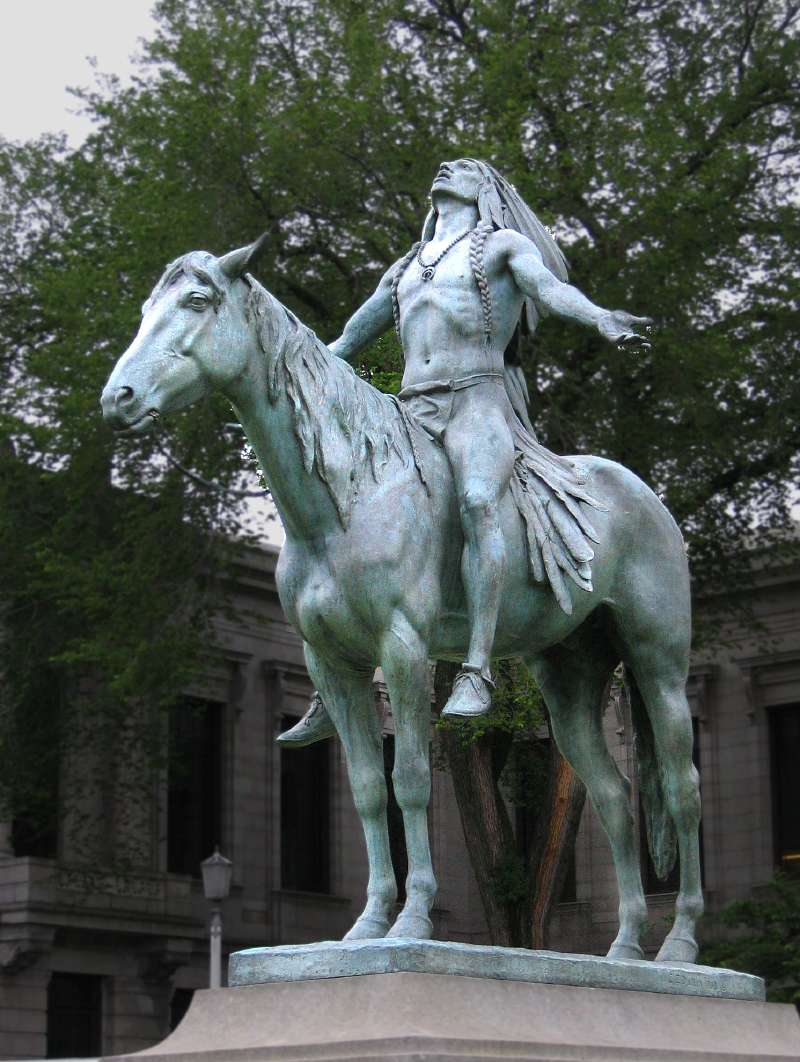
Appeal to the Great Spirit

Les rêves font partie de la vie quotidienne des autochtones depuis des siècles. Ce sont des messages en images transmis par le Grand Esprit et par l’inconscient. 
La plupart des autochtones perçoivent leurs rêves comme si c’était leur subconscient qui leur envoie des messages, ou le Grand Esprit qui communique avec eux où ils évoluent de façon psychologique et spirituelle. De même, ils peuvent entrer en contact avec les morts. Les rêves peuvent indiquer le chemin à suivre ou en proposer un, s’il y a un choix à faire, et aussi prévoir l’avenir[réf. souhaitée].

### Déchiffrage
Pour déchiffrer les rêves, les autochtones interprètent les symboles qui sont apparus en songe. Cela permet de faire un point sur les décisions qu'il faut prendre ou de faire une réflexion sur soi pour évoluer intellectuellement et spirituellement dans le cheminement de la vie.
Par l’importance des songes, les autochtones en parlent souvent en groupe. Ils demandent l’avis de l’un de l’autre sur le sujet et ils échangent leur vision de ce qu’il pourrait signifier. De même, ils vont en discuter avec les plus sages de leur communauté ou au chaman, puisqu’ils ont de l’expérience dans ce domaine et prennent le temps nécessaire pour le démystifier[réf. souhaitée].
Cette pratique prend beaucoup d’importance dans leur vie, car cela fait partie de leur culture et de leurs croyances. Cependant, ce ne sont pas tous les peuples qui exercent cette pratique de façon collective, mais ils interprètent leurs rêves de façon individuelle,,,.

## Les «capteurs de rêves»

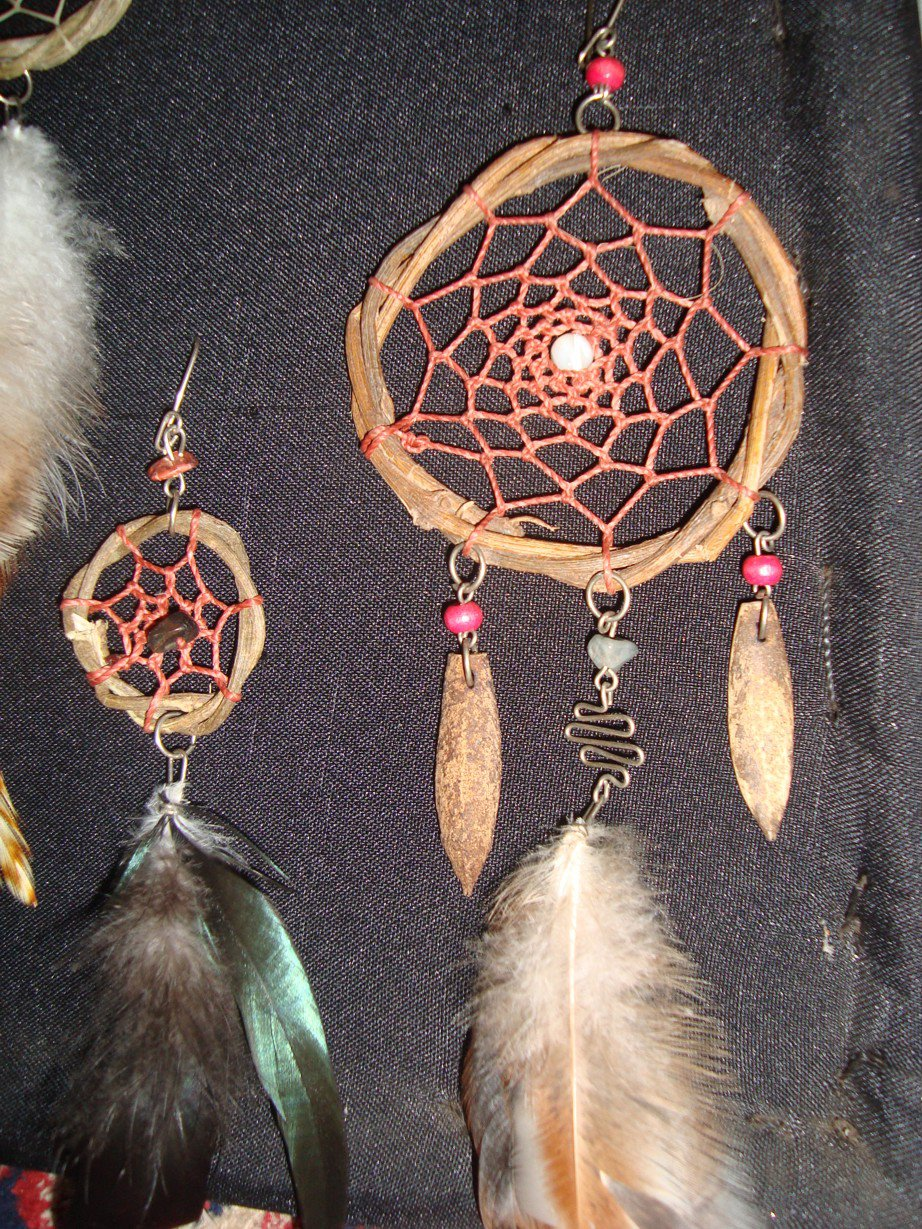
Capteurs de rêve.

Pour mieux se souvenir des rêves faits durant la nuit, les autochtones fabriquent des « capteurs de rêves » qui retiennent les éléments les plus importants qui sont apparus dans leur sommeil. Cet objet filtre les mauvais rêves, et laisse passer les bons. 
Le capteur de rêve est utilisé en Amérique du Nord par plusieurs peuples dont les Sénécas, les Navajos, les Pawnees, les Sioux et les Iroquois, et ils sont les premiers à en créer pour leurs enfants à l’origine. Ces peuples habitent dans les régions du fleuve Saint-Laurent et du nord des États-Unis (New York). C’est par des légendes transmises par la tradition orale telles que l’histoire d’Asibikaashi (l’araignée) que cette coutume se disperse. Les historiens ne savent pas à quelle date ces objets sont apparus.

## Signification des animaux
Les animaux peuvent avoir une signification dans les rêves, ce qui aide à saisir le sens des images vues durant la nuit. Ils portent aussi parfois des messages (solutions, conseils, méthodes) pour guérir une personne blessée ou malade et ils peuvent aussi transmettre des leçons de vie[réf. souhaitée].

### L’araignée
Elle est, en général, reliée à l’énergie féminine et à la création à son état pur. Elle est aussi un symbole de prospérité. Dans les rêves, elle signifie que le succès vient avec beaucoup d’effort et de persévérance, que ce soit un accomplissement personnel ou professionnel[réf. souhaitée].

### Le bison
Le bison est l’un des animaux le plus importants pour les autochtones parce qu’il est considéré comme « le seigneur des vierges prairies », car il a été beaucoup chassé par les hommes canadiens. Le bison représente l’abondance et sa présence dans les rêves signifie la prospérité. Cependant, s’il est présent, mais mort, cela signifie que le manque et la pauvreté vont se répandre. Un bison peut prendre aussi une autre signification où il représenterait l’équilibre et la paix intérieure ou dans le monde[réf. souhaitée].

### Le cheval
Le cheval symbolise l’efficacité. Dans les rêves, il désigne l’équilibre, la puissance et l’énergie. Cependant, s’il est blessé, il perd ces significations et n'est pas pris en compte. Il invite « à prendre conscience de ses maux et à prendre soin de soi »[réf. souhaitée] pour être mieux avec soi-même et être en paix. Le cheval est là pour aider à la compréhension de notre présence sur cette terre ainsi qu’au chemin qu’on a choisi et parcouru. Il est synonyme de compassion, d’apprentissage et de développement de ses habiletés[réf. souhaitée]. 

### Le corbeau et la corneille
Le corbeau est présenté comme la source des pouvoirs magiques et représente les esprits. Il incarne le paradoxe de la vie et la mort, la peine et la joie, la sécurité et la méfiance, l’amour et la haine, etc. Tout dépend de son comportement dans les rêves parce qu’il peut avoir plusieurs significations. Il indique l’état psychologique de la personne qui rêve. Le corbeau est comme le Ying/Yang en Chine qui est aussi entre le bien et le mal, l’inconscient et le conscient. Il signifie aussi la justice et la connaissance. Il invite à mieux connaitre les peurs qui habitent les êtres pour mieux les surpasser. La corneille possède, entre autres, la même signification[réf. souhaitée].

### Les oiseaux de proie (le faucon, l'aigle)
Tous les oiseaux de proie sont considérés comme des oiseaux messager, tels que le faucon. En rêve, il signale que quelqu’un veut communiquer un quelconque message important. Alors, le faucon apprend aux autochtones à observer et à écouter attentivement. L’aigle, en particulier, rappelle qu’il a toujours des solutions aux problèmes,.